# Anton Wilhelm Karl von L’Estocq
Anton Wilhelm Karl von L’Estocq (* 2. November 1823 in Neustrelitz; † 18. August 1913, Gut Matzdorf) war preußischer Offizier, zuletzt Generalleutnant sowie Ritter des Ordens Pour le Mérite.

## Leben

### Herkunft
Anton Wilhelm Karl von L’Estocq entstammte einer aus Frankreich geflohenen hugenottischen Familie L’Estocq, die besonders in preußischen Militärdiensten zu hohem Ansehen gelangt war. Er war der Sohn des preußischen Oberst a. D. und mecklenburgisch-strel. Hofmarschalls Karl von L’Estocq (1788–1864) und dessen Ehefrau Charlotte von Wülcknitz (1796–1834).

### Militärkarriere
L’Estocq besuchte die Kadettenanstalt Berlin und wurde dann am 12. August 1841 als Sekondeleutnant in das 1. Garde-Regiment zu Fuß der Preußischen Armee überwiesen. Er avancierte nur langsam, da nach den Napoleonischen Kriegen der Aufstieg in der langen, bis 1864 währenden Friedenszeit mögliche Beförderungen außerhalb der Rangordnung durch Bewährung im Krieg nicht üblich waren. Bei Ausbruch des Deutsch-Französischen Krieges 1870/71 wurde er mit der Führung des Leib-Grenadier-Regiments (1. Brandenburgisches) Nr. 8 beauftragt und nahm mit ihm an den Kämpfen bei Spichern, Gravelotte, Beaune-la-Rolande, Orléans und Le Mans sowie an der Belagerung von Metz teil. Am 18. Januar 1871 wurde er zum Oberst befördert und für seine Leistungen mit dem Pour le Mérite ausgezeichnet. In dem Bericht des Obersten von Conta an den König vom 14. Januar 1871 heißt es dazu: ‚....hat in den Gefechten bei Chesy am 4. 12., wo er das Seitendetaschement, bei Ouzouer und Nevoy am 7. ds Monats, bei Gien und Briare am 8. ds Monats, wobei er die Avantgarde führte, bei Gue sur Loir am 6. ds Monats .... mit großer Umsicht, Ruhe und Tapferkeit und durch persönliches Beispiel den Muth seiner Untergebenen gehoben ....und glänzende Erfolge erreicht und siegreich gefochten....‘. Mit Allerhöchster Kabinettsorder vom 28. Februar 1871 verlieh daraufhin Wilhelm I. von Preußen L’Estocq den Orden. ‚.... Auf die Mir eingereichten Vorschläge … will Ich den nachstehenden Offizieren .... folgende Auszeichnungen verleihen:  .... den Orden p.l.m. .... 2. dem Obersten von L’Estocq....‘. Mitte März 1871 wurde L’Estocq als Kommandeur seines Regiments bestätigt.
Nach dem Krieg war L’Estocq vom 12. Dezember 1874 bis 28. Oktober 1875 Kommandeur des 1. Garde-Regiments zu Fuß, in dem er seinerzeit seine Militärlaufbahn begonnen hatte. Anschließend wurde er à la suite des Regiments gestellt, zum Kommandeur der 1. Garde-Infanterie-Brigade ernannt, sowie gleichzeitig mit der Wahrnehmung der Geschäfte als Kommandant von Potsdam beauftragt. Kurz darauf folgte am 4. November 1875 seine Beförderung zum Generalmajor. L’Estocq wurde dann am 12. März 1878 mit Pension zur Disposition gestellt. Am 16. August 1885 erhielt er den Charakter als Generalleutnant und wurde am 6. Juni 1908 für seine langjährigen Verdienste mit der Krone zum Roten Adlerorden I. Klasse ausgezeichnet.

### Familie
L’Estocq war seit dem 17. Juni 1854 mit Fanny Marie Freiin von Magnus (1833–1902), der Tochter des Bankiers Martin von Magnus, verheiratet. Aus der Ehe gingen fünf Kinder hervor:
- Fanny (* 5. Mai 1855 in Potsdam) ⚭ Friedrich Graf von Pfeil, preußischer Rittmeister und Herr auf Ober-Dirsdorf
- Anton (* 28. April 1858 in Potsdam), stand im 1. Garde-Regiment zu Fuß
- Charlotte (* 24. Juni 1860 in Potsdam; † 1. Januar 1891) ⚭ Hans Dietrich von Holleuffer, Regierungspräsident
- Wilhelm (* 27. Februar 1863 in Potsdam; † 15. Mai 1863 ebenda)
- Marie (* 17. Juni 1865 in Koblenz)